# Des printemps fanés
Des printemps fanés est une poésie de Schultz Laurent Junior parue en novembre 2005 sur les presses de l'Imprimeur || à Port-au-Prince'.

## Caractéristiques d’écriture
La poésie de Schultz Laurent Junior se distingue par une écriture lyrique, marquée par l’expression directe des sentiments et l’usage d’images simples mais évocatrices. Ses poèmes explorent des thèmes récurrents tels que l’amour, la mélancolie, le regret et l’espérance, dans une alternance entre douleur et renouveau.
Stance
Ma voix est partie dans le vent, Les cris de ma conscience se sont dissipés dans l'air, Mes larmes sont séchées dans le soleil du silence Et mon rire doux mais bien ponctué d'espoir
Viendra comme un printemps.
Finies les lamentations !
Finis les jours d'angoisse !
Car une aube joyeuse viendra illuminer
Les nuits sombres de ma vie.
Je ne veux plus penser à mes blessures passées
Ni ruminer ces sentiments mélancoliques
Qui n'étaient que des souvenirs m'attachant à toi.
Mais j'aurai pour bonheur le cœur de celle Qui saura m'aimer, qui m'aidera à passer le temps, Le temps pour t'oublier.
Et si un jour sur les routes de la vie
Le temps parvient à tout désarticuler
J'aurai dit à mon cœur d'admirer mes défaites
Et de continuer à pleurer mes peines et mes malheurs.
L’extrait « Des printemps fanés » illustre cette démarche : le poète y met en scène une voix oscillant entre les blessures du passé et la promesse d’une renaissance. Le contraste entre la noirceur des « jours d’angoisse » et l’apparition d’« une aube joyeuse » reflète sa tendance à inscrire l’expérience intime dans une dynamique de dépassement. Ce mélange de simplicité formelle et de profondeur émotionnelle constitue l’un des traits distinctifs de son style.